# Foufflin-Ricametz
Foufflin-Ricametz è un comune francese di 161 abitanti situato nel dipartimento del Passo di Calais nella regione dell'Alta Francia.

## Storia

### Simboli
La signoria di Foufflin dipendeva dall'abbazia di Mont-Saint-Éloi mentre quella di Ricametz apparteneva all'antica omonima famiglia.
Una documento dell'abbazia di Arrouaise menziona il nome di Romain de Ricametz nel 1096. Questa famiglia si estinse nel XVII secolo quando l'ultima discendente, Anne de Ricametz, sposò Jean de Bergues.
I De Ricametz portavano uno stemma di rosso, a tre conchiglie d'oro. Essendo la famiglia estinta, il comune non ha ritenuto necessario aggiungere una brisura.

## Società

### Evoluzione demografica
Abitanti censiti